# 김영환 (조선민주주의인민공화국의 정치인)
김영환(생년 미상 ~ )은 조선민주주의인민공화국의 정치인이다. 당 검열위원회 위원 겸 조선로동당 평양시당 당위원회 위원장이다.

## 경력
1997년 2월 조선민주주의인민공화국 중앙재판소 제1부소장에 임명되었다. 2016년 5월 조선로동당 제7차 대회에서 당 검열위원회 위원으로 선출되었다. 2019년 12월 량강도 당위원회 위원장에 임명된 이후, 2020년 2월 29일에 정치국 확대회의에서 조선로동당 평양시당 당위원회 위원장으로 선출되었다.